# Liste der Biografien/Ven
Liste der Biografien |
Portal Biografien |
Personensuche
# |
A |
B |
C |
D |
E |
F |
G |
H |
I |
J |
K |
L |
M |
N |
O |
P |
Q |
R |
S |
T |
U |
V |
W |
X |
Y |
Z |
?
 
Va |
Vd |
Ve |
Vh |
Vi |
Vj |
Vl |
Vn |
Vo |
Vr |
Vs |
Vt |
Vu |
Vy
 
Vea |
Veb |
Vec |
Ved |
Vee |
Veg |
Veh |
Vei |
Vej |
Vek |
Vel |
Vem |
Ven |
Veo |
Veq |
Ver |
Ves |
Vet |
Veu |
Vev |
Vex |
Vey |
Vez
Die Liste der Biografien führt alle Personen auf, die in der deutschsprachigen Wikipedia einen Artikel haben. Dieses ist eine Teilliste mit 458 Einträgen von Personen, deren Namen mit den Buchstaben „Ven“ beginnt.

## Ven
- Ven, Andrew Henry van de (1945–2022), niederländischer Wirtschaftswissenschaftler
- Ven, Antonius Van de (1931–2014), niederländischer Mathematiker
- Ven, Dirk van der (* 1970), deutscher Fußballspieler
- Ven, Johannes A. van der (1940–2019), niederländischer katholischer Theologe
- Ven, Josephus Joannes Maria van der (1907–1988), niederländischer Jurist
- Ven, Kirsten van de (* 1985), niederländische Fußballspielerin
- Ven, Lambert van de (* 1937), niederländischer Radrennfahrer
- Ven, Lidwien van de (* 1963), niederländische Fotografin und Videokünstlerin
- Ven, Lisette van de (* 1969), niederländische Beachvolleyballspielerin
- Ven, Micky van de (* 2001), niederländischer FußballspielerMicky van de Ven (* 2001)

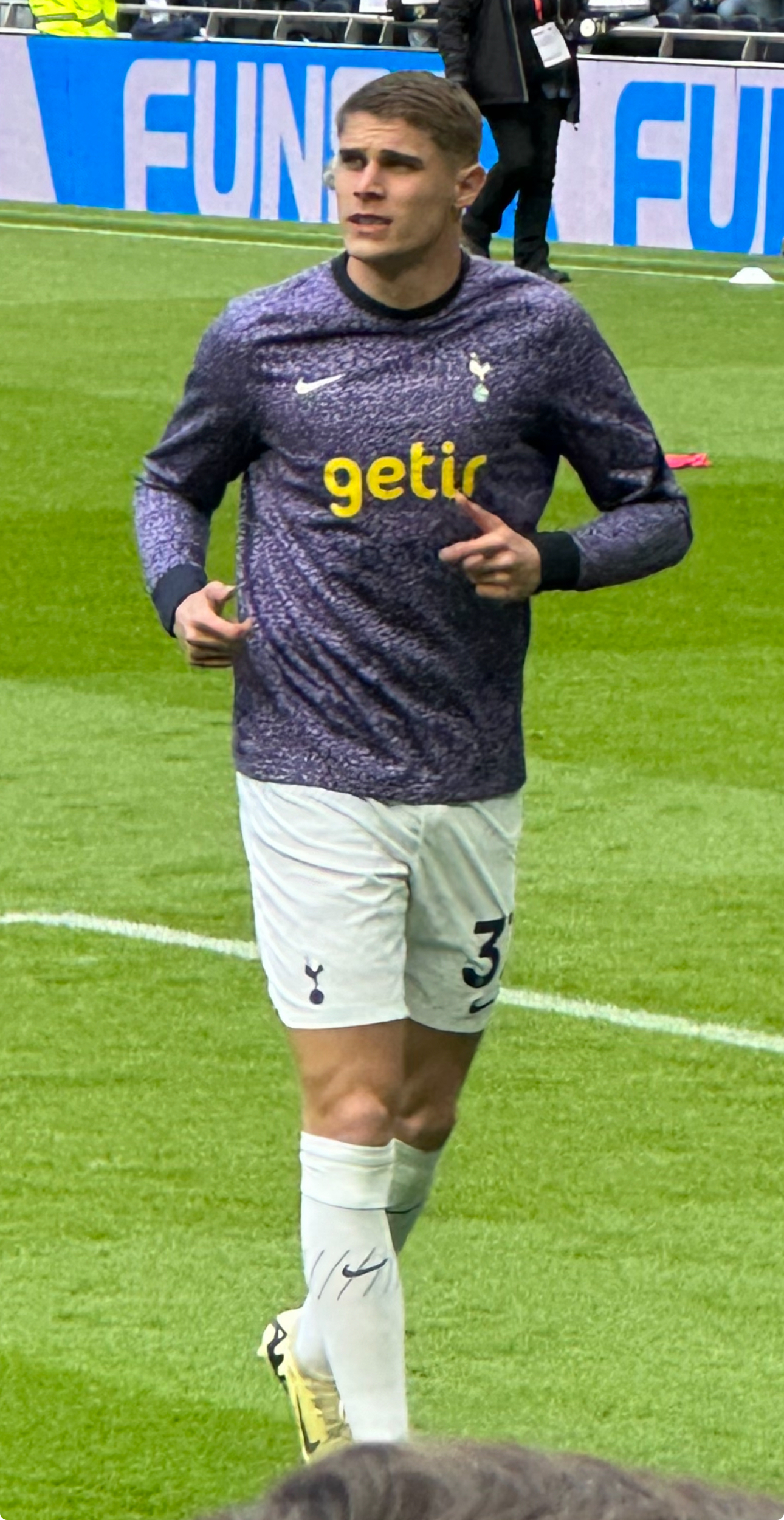
Micky van de Ven (* 2001)

- Ven, Monique van de (* 1952), niederländische Schauspielerin
- Ven, Rick van der (* 1991), niederländischer Bogenschütze
- Ven, Tom van der (* 1991), niederländischer Musicaldarsteller

### Vena
- Venaani, McHenry (* 1977), namibischer Politiker
- Venaas, Terje (1947–2025), norwegischer Jazzmusiker (Kontrabass)
- Venable, Abraham B. (1758–1811), US-amerikanischer Politiker
- Venable, Abraham Watkins (1799–1876), US-amerikanischer Politiker (Demokratische Partei)
- Venable, Ally (* 1999), US-amerikanische Blues-Rock-Gitarristin, Sängerin und SongwriterinAlly Venable (* 1999)

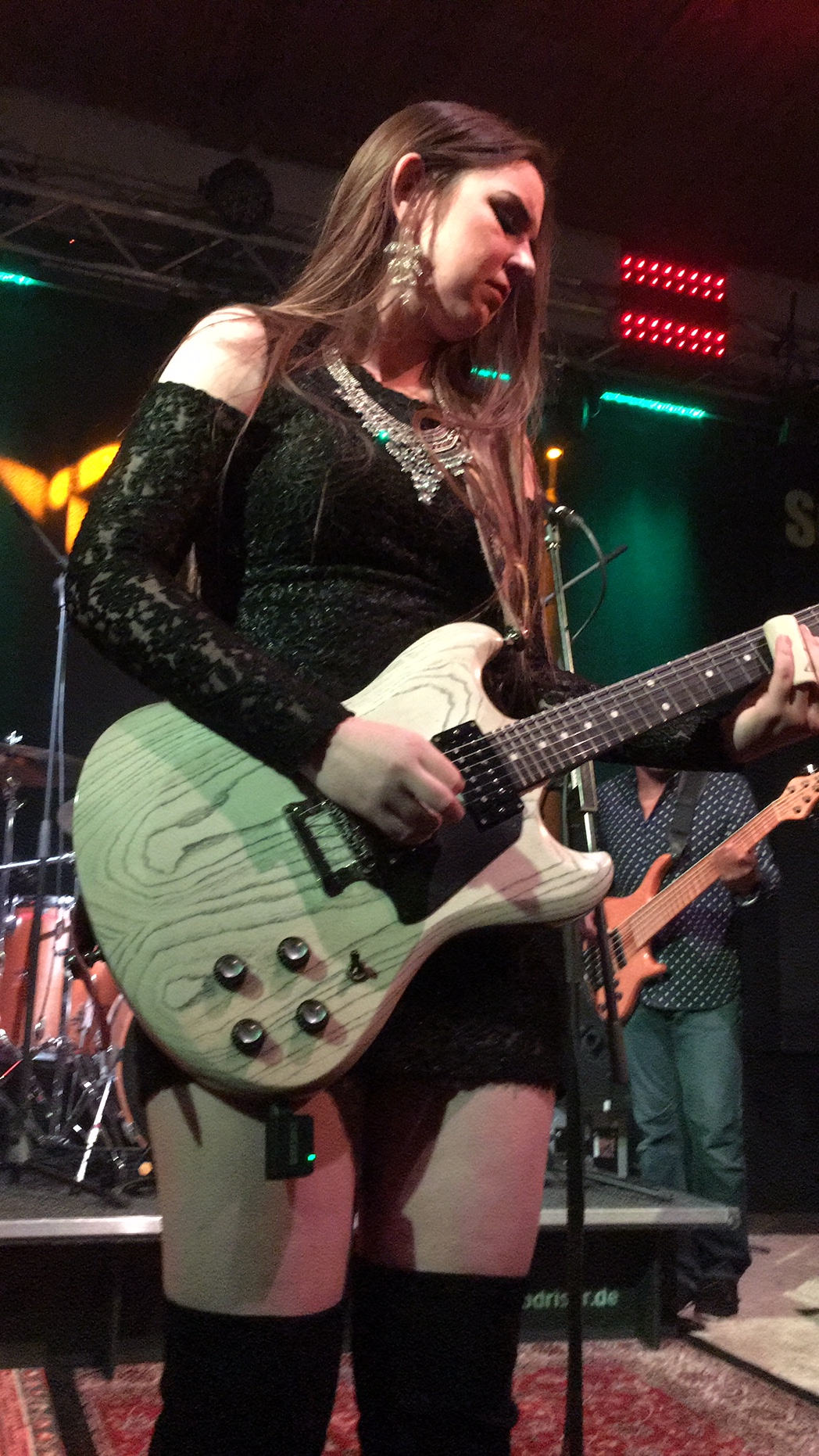
Ally Venable (* 1999)

- Venable, Edward Carrington (1853–1908), US-amerikanischer Politiker
- Venable, Evelyn (1913–1993), US-amerikanische Schauspielerin
- Venable, Francis Preston (1856–1934), US-amerikanischer Chemiker
- Venable, James (1901–1993), US-amerikanischer Anwalt und Imperial Wizard des Ku-Klux-Klan
- Venable, James L. (* 1967), US-amerikanischer Filmkomponist
- Venable, Will (* 1982), US-amerikanischer Baseballspieler
- Venable, William W. (1880–1948), US-amerikanischer Politiker
- Venables, Anthony (* 1953), britischer Wirtschaftswissenschaftler und Hochschullehrer
- Venables, Dione (1930–2023), britische Schriftstellerin und Verlegerin
- Venables, Jon (* 1982), britischer Straftäter
- Venables, Robert († 1687), englischer Militär
- Venables, Stephen (* 1954), britischer Bergsteiger und Schriftsteller
- Venables, Terry (1943–2023), englischer Fußballspieler und -trainerTerry Venables (1943–2023)

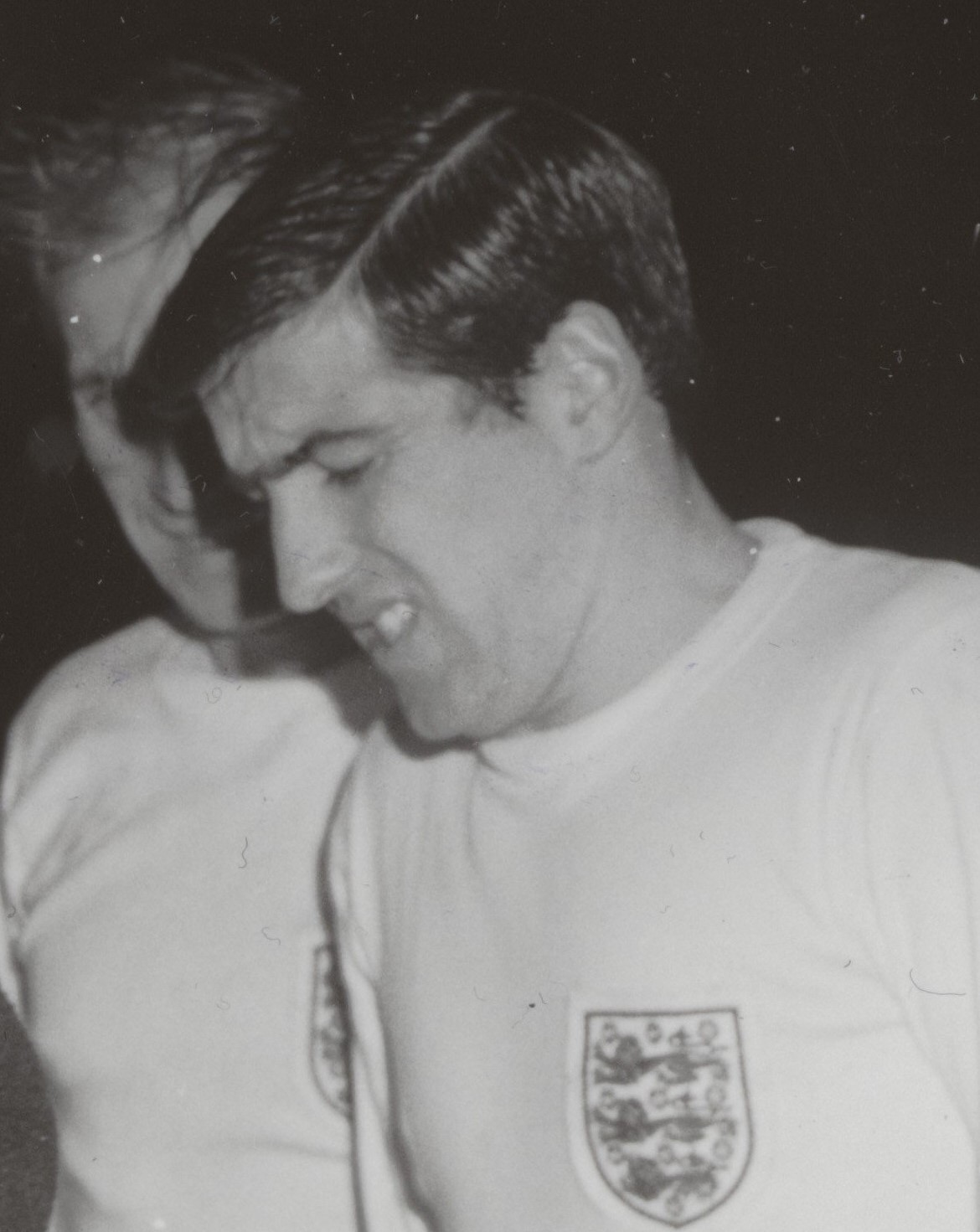
Terry Venables (1943–2023)

- Venaecius Voconianus, Gaius, römischer Offizier (Kaiserzeit)
- Venafro, Amico da († 1530), italienischer Condottiere
- Venäläinen, Ilja (* 1980), finnischer Fußballspieler
- Venäläinen, Juho (* 2006), finnischer Sprinter
- Venäläinen, Kati (* 1975), finnische Skilangläuferin
- Venäläinen, Piia (* 1970), finnische Biathletin
- Venäläinen, Robert (* 1969), schwedischer Handballspieler
- Venâncio Lemes, Caíque (* 1993), brasilianischer Fußballspieler
- Venâncio, João Pereira (1904–1985), römisch-katholischer Bischof von Leiria
- Venâncio, Kauiza (* 1987), brasilianische Leichtathletin
- Venâncio, Liliana (* 1995), angolanische Handballspielerin
- Venant, Thierry (* 1960), französischer Bogenschütze
- Venanti, Franco (* 1930), italienischer Künstler
- Venantini, Luca (* 1970), US-amerikanischer Filmschauspieler
- Venantini, Venantino (1930–2018), italienischer SchauspielerVenantino Venantini (1930–2018)

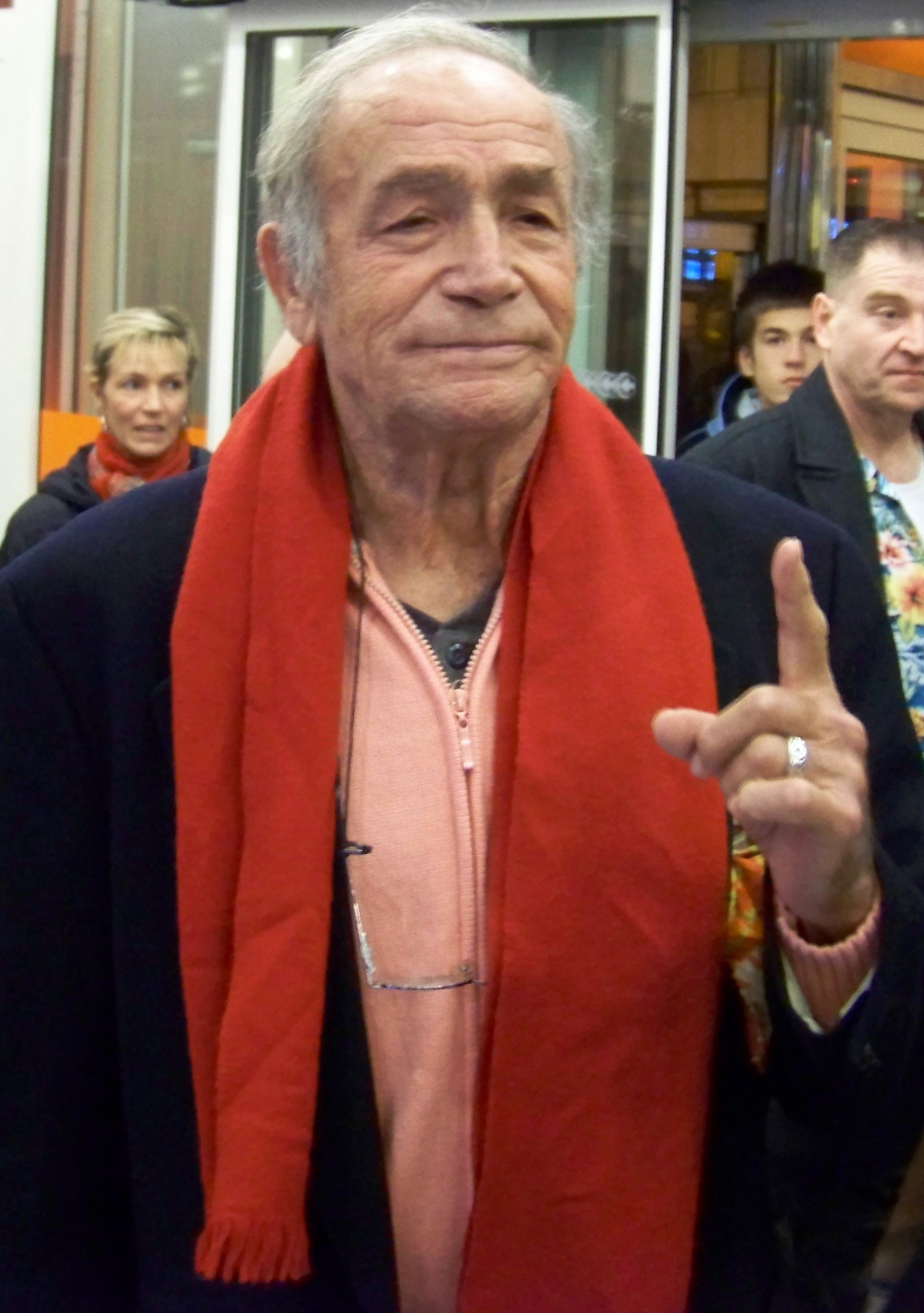
Venantino Venantini (1930–2018)

- Venantius, spätantiker Politiker und Konsul (507)
- Venantius Fortunatus, Dichter und Hagiograph der Merowingerzeit und Bischof von Poitiers
- Venantius Opilio, römischer Politiker und Konsul 524
- Venantius von Camerino, Märtyrer der christlichen Kirche
- Venanzi, Luigi Mario (1927–2000), italienisch-britischer Chemiker, Forscher und Universitätsprofessor
- Venås, Kjell (1927–2018), norwegischer Sprachwissenschaftler
- Venatier, Hans (1903–1959), deutscher Schriftsteller
- Venator, Balthasar (1594–1664), Späthumanist, neulateinischer Dichter und Satiriker
- Venator, Balthasar junior, neulateinischer Dichter und Satiriker
- Venatorius, Thomas († 1551), evangelischer Theologe und Reformator

### Venc
- Venc, Josef (* 1966), tschechischer Automobilrennfahrer
- Vencato, Roberto (1952–2022), italienischer Regattasegler
- Vence, Jean Gaspard de (1747–1808), französischer Konteradmiral und Freibeuter
- Vencedor, Unai (* 2000), spanischer Fußballspieler
- Vencel, Alexander junior (* 1967), slowakischer Fußballtorhüter
- Vencel, Alexander senior (* 1944), slowakischer Fußballtorhüter
- Vences, Miguel (* 1969), deutscher Herpetologe
- Venchiarutti, Domenico (1790–1859), italienischer Baumeister
- Venchiarutti, Nicola (* 1996), italienischer Radrennfahrer
- Vencienė, Vida (* 1961), litauische Skilangläuferin
- Venckienė, Neringa (* 1971), litauische Juristin und Politikerin
- Vencl, Ondřej (* 1993), tschechischer Fußballspieler
- Vencl, Slavomil (1936–2019), tschechischer Archäologe
- Vencl, Zdeněk (* 1967), tschechischer Schauspieler
- Venclauskaitė, Gražbylė (1912–2017), litauische Juristin
- Venclauskis, Kazimieras (1880–1940), litauischer Rechtsanwalt und Politiker, Mitglied des Seimas
- Venclova, Antanas (1906–1971), litauischer Lehrer, Literaturkritiker und Politiker; Kultusminister der Litauischen Sozialistischen Sowjetrepublik
- Venclová, Natalie (* 1945), tschechische Archäologin
- Venclova, Tomas (* 1937), litauischer Dichter und SchriftstellerTomas Venclova (* 1937)

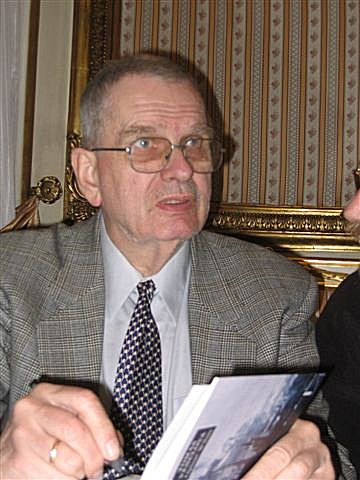
Tomas Venclova (* 1937)

- Venclovas, Romas (* 1960), litauischer Politiker, Mitglied des Seimas

### Vend
- Vendel, Edward van de (* 1964), niederländischer Schriftsteller
- Vendelbo, Mikkel (* 1987), dänischer Fußballspieler
- Vendelbo, Sofie (* 2000), dänische Fußballspielerin
- Vendell, Véronique (* 1942), französische Schauspielerin
- Vendemiati, Aldo (* 1961), italienischer Philosoph
- Vendera, Jaime (* 1969), US-amerikanischer Rocksänger und Stimmcoach
- Vendetta, David (* 1968), französischer Musiker
- Vendetta, Vito (* 1981), deutscher Rapper
- Vendeville, Charles de (1882–1914), französischer Schwimmer
- Venditti, Antonello (* 1949), italienischer LiedermacherAntonello Venditti (* 1949)

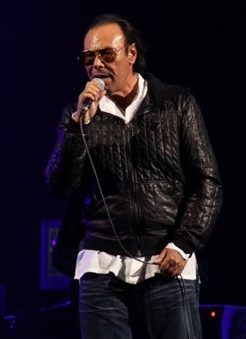
Antonello Venditti (* 1949)

- Venditti, Nil (* 1994), italienisch-türkische Dirigentin
- Venditti, Robert (* 1967), amerikanischer Comicautor
- Vendl, Alfred (* 1946), österreichischer Hochschullehrer und Vorstand des Instituts für Kunst und Technologie
- Vendler, Helen (1933–2024), US-amerikanische Literaturkritikerin
- Vendler, Zeno (1921–2004), ungarisch, nordamerikanischer Sprachforscher, Sprachphilosoph und Hochschullehrer
- Vendola, Nichi (* 1958), italienischer Journalist und Politiker (Sinistra Ecologia Libertà)
- Vendôme, Alexandre de (1598–1629), unehelicher Sohn von König Heinrich IV. und Gabrielle d’Estrées
- Vendôme, Louis II. Joseph de Bourbon, duc de (1654–1712), französischer General und Herzog von VendômeLouis II. Joseph de Bourbon, duc de Vendôme (1654–1712)

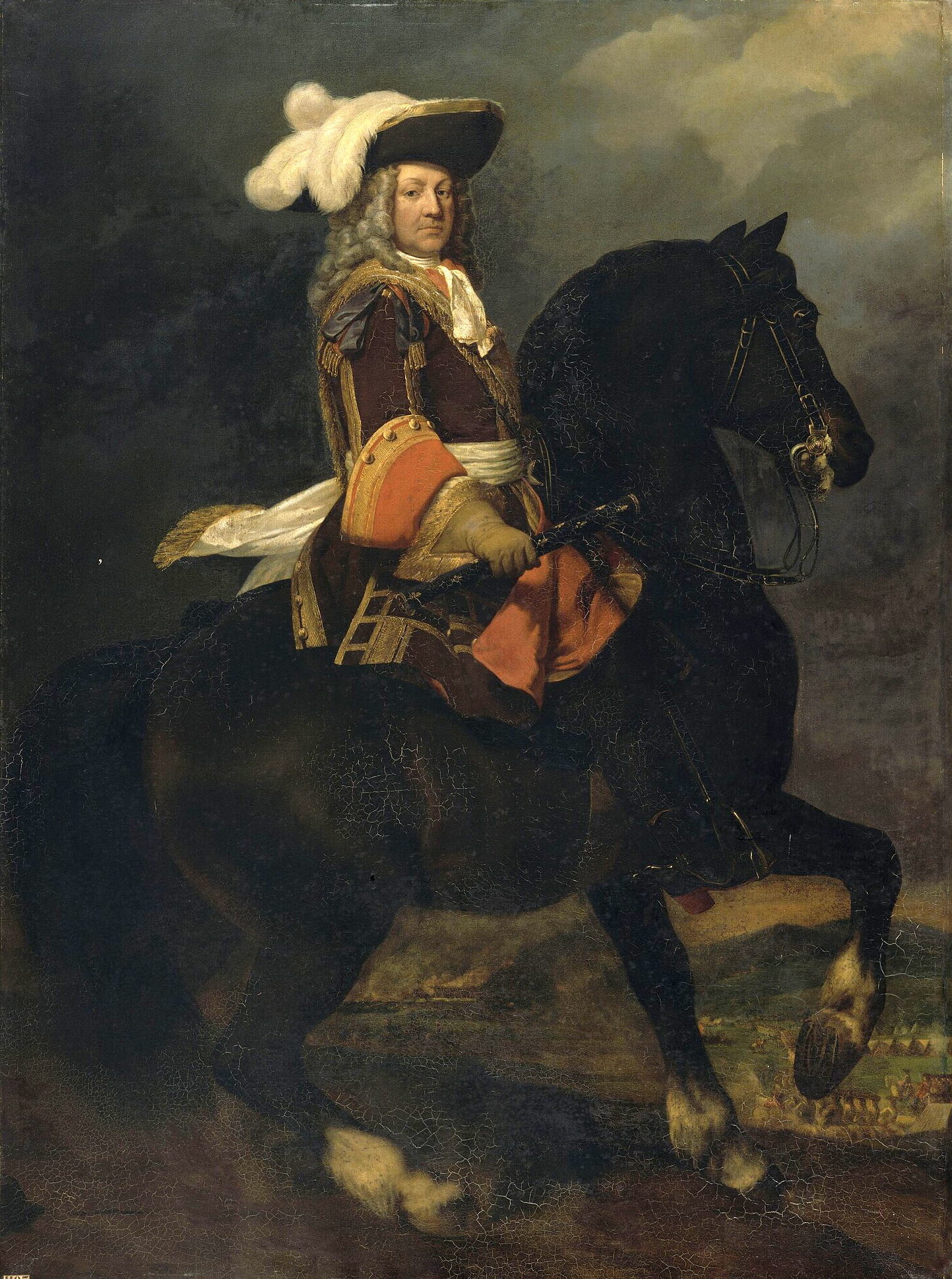
Louis II. Joseph de Bourbon, duc de Vendôme (1654–1712)

- Vendôme, Philippe de Bourbon, duc de (1655–1727), französischer General, Herzog von Vendôme und Großprior des Malteserordens in Frankreich
- Vendrame, Andrea (* 1994), italienischer Radrennfahrer
- Vendramin, Andrea (1400–1478), Doge von Venedig
- Vendramin, Francesco (1555–1619), italienischer Bischof, Kardinal und Patriarch
- Vendredi, französischer Radsportler
- Vendrell i Ibars, Emili (1893–1962), katalanischer Sänger (Tenor)
- Vendrell, Fernando (* 1962), portugiesischer Filmregisseur und -produzent
- Vendrell, Francesc (1940–2022), spanischer Diplomat und Mitarbeiter der Vereinten Nationen
- Vendryes, Georges (1920–2014), französischer Physiker
- Vendryes, Joseph (1875–1960), französischer Linguist, Keltologe und Religionswissenschaftler
- Vendt, Erik (* 1982), US-amerikanischer Freistil- und Lagenschwimmer
- Vendt, Veit († 1503), deutscher Zisterzienserabt
- Vendy, Sean (* 1996), englischer Badmintonspieler

### Vene
- Veneberg, Thorwald (* 1977), niederländischer Radrennfahrer
- Venecia, Jose de junior (* 1936), philippinischer Politiker, Journalist und Unternehmer
- Venedey, Hans (1902–1969), deutscher Jurist und Politiker (SPD), hessischer Staatsminister
- Venedey, Hermann (1904–1980), deutscher Pädagoge und Schulleiter
- Venedey, Jacob (1805–1871), deutscher Publizist und PolitikerJacob Venedey (1805–1871)

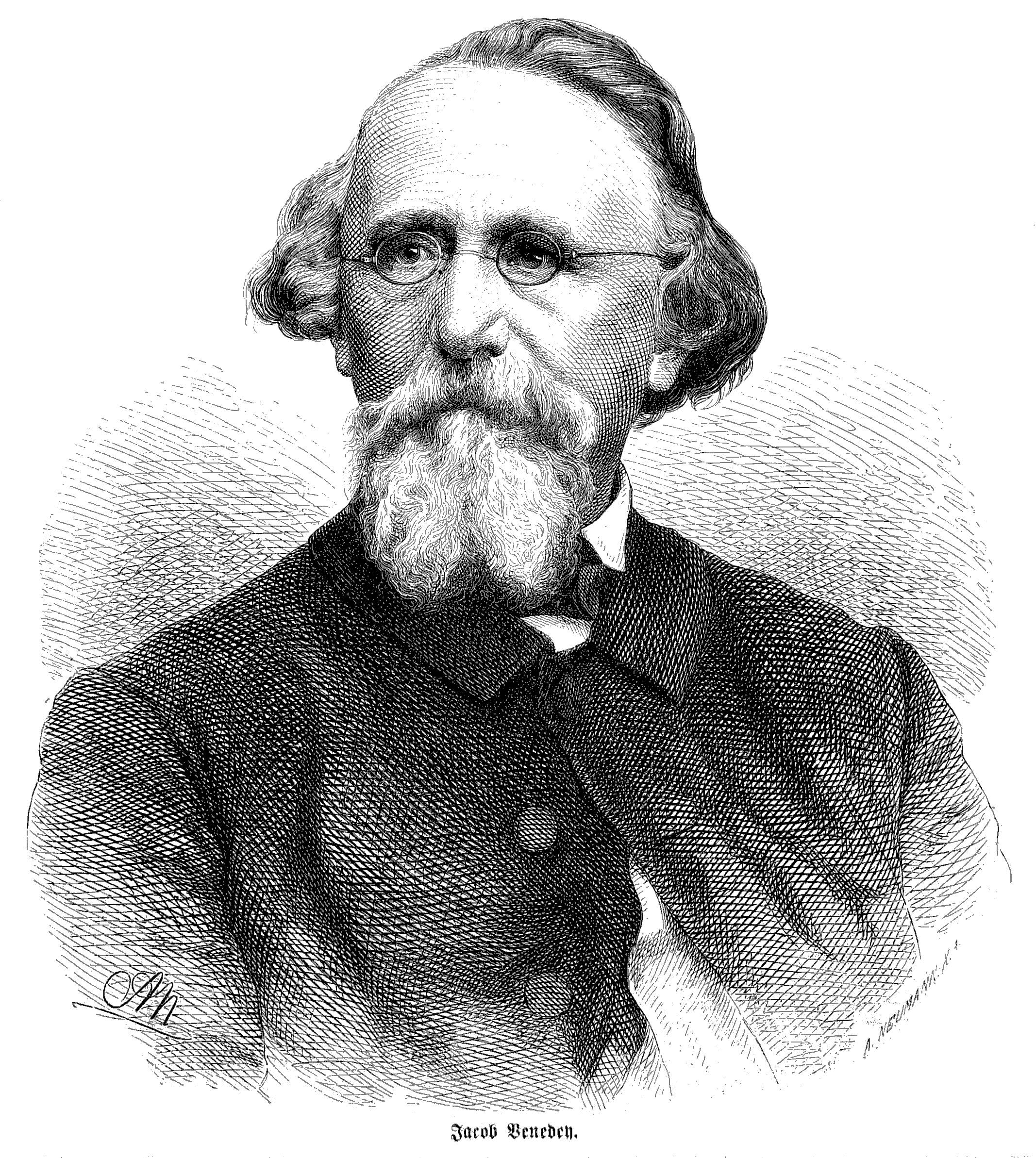
Jacob Venedey (1805–1871)

- Venedey, Martin (1860–1934), badischer Jurist und Politiker (DDP)
- Venedey, Michael (1770–1846), deutscher Jurist und Politiker
- Venediger, Georg von († 1574), evangelischer Theologe und Reformator
- Venediger, Günther (1908–1983), deutscher Jurist, SS-Führer und Gestapomitarbeiter
- Venediger, Wolf Heinrich von († 1706), polnisch-kursächsischer Generalleutnant
- Venegas Calderón, Ramiro (* 1961), bolivianischer Politiker, Mitglied des Abgeordnetenhauses
- Venegas de Henestrosa, Luis († 1570), spanischer Komponist, Organist und Musikherausgeber der Renaissance
- Venegas, Carolina (* 1991), costa-ricanische Fußballspielerin
- Venegas, Cristhian (* 1993), chilenischer Fußballspieler
- Venegas, Francisco Javier (1754–1838), Vizekönig von Neuspanien
- Venegas, Johan (* 1988), costa-ricanischer Fußballspieler
- Venegas, Juan (1929–1987), puerto-ricanischer Boxer
- Venegas, Julieta (* 1970), mexikanische Sängerin-SongwriterinJulieta Venegas (* 1970)

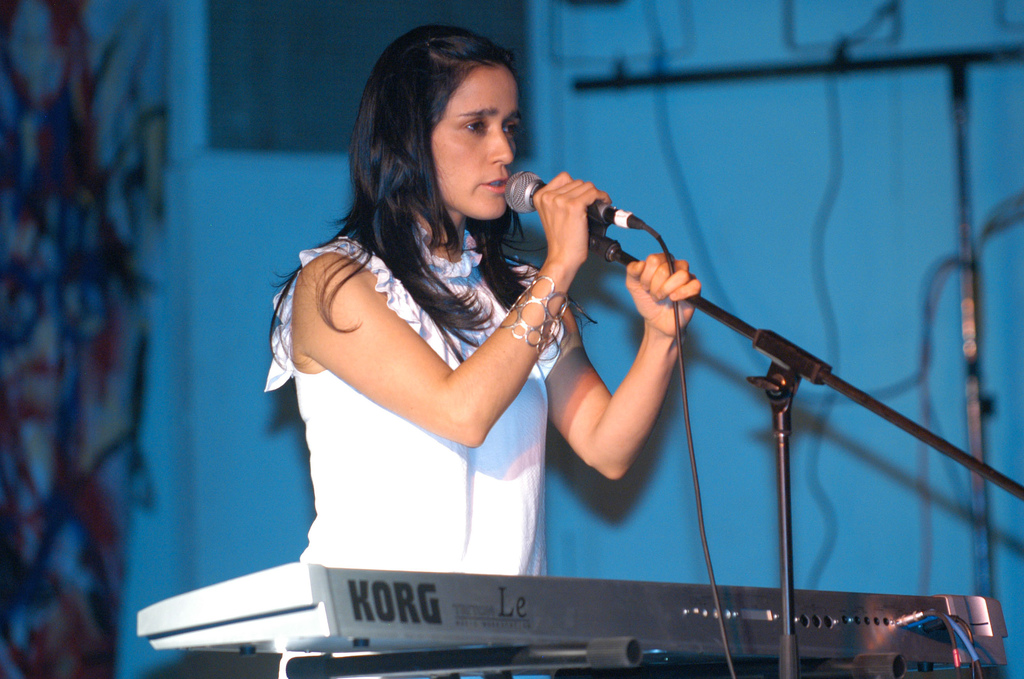
Julieta Venegas (* 1970)

- Venegas, Lucila (* 1981), mexikanische Fußballschiedsrichterin
- Venegas, Luis (* 1954), chilenischer Fußballspieler
- Venel, Gabriel-François (1723–1775), französischer Arzt, Chemiker und Enzyklopädist
- Venel, Jean-André (1740–1791), Schweizer Arzt, Orthopäde
- Venema, Anneke (* 1971), niederländische Ruderin
- Venema, Melissa (* 1995), niederländische Trompeterin
- Venema, Wietse Zweitze (* 1951), niederländischer Programmierer und Physiker
- Venema-Schaeffer, Cornelia (* 1896), niederländische Entomologin
- Veneman, Ann (* 1949), US-amerikanische Politikerin
- Veneman, Loris (* 2006), niederländischer Motorradrennfahrer
- Veneno, Kiko (* 1952), spanischer Flamenco-Rock-Musiker
- Veneno, La (1964–2016), spanische Fernsehpersönlichkeit und Varietédarstellerin
- Vener, Job († 1447), deutscher Jurist und Verfasser von Reformschriften
- Véner, Mario (* 1964), argentinischer Fußballspieler und -trainer
- Vener, Reinbold († 1408), Kirchenrechtler in Straßburg
- Veneranda von Gallien, Jungfrau, Glaubensbote und christliche Märtyrerin
- Venerandi, Pietro, italienischer Opernsänger (Tenor)
- Veneri, Gisleno (1844–1937), römisch-katholischer Erzbischof
- Venerini, Rosa (1656–1728), katholische Ordensfrau und Heilige
- Venerucci, Claudio (* 1957), san-marinesischer Fußballspieler
- Venerus (* 1992), italienischer Musiker
- Venet, Bernar (* 1941), französischer BildhauerBernar Venet (* 1941)

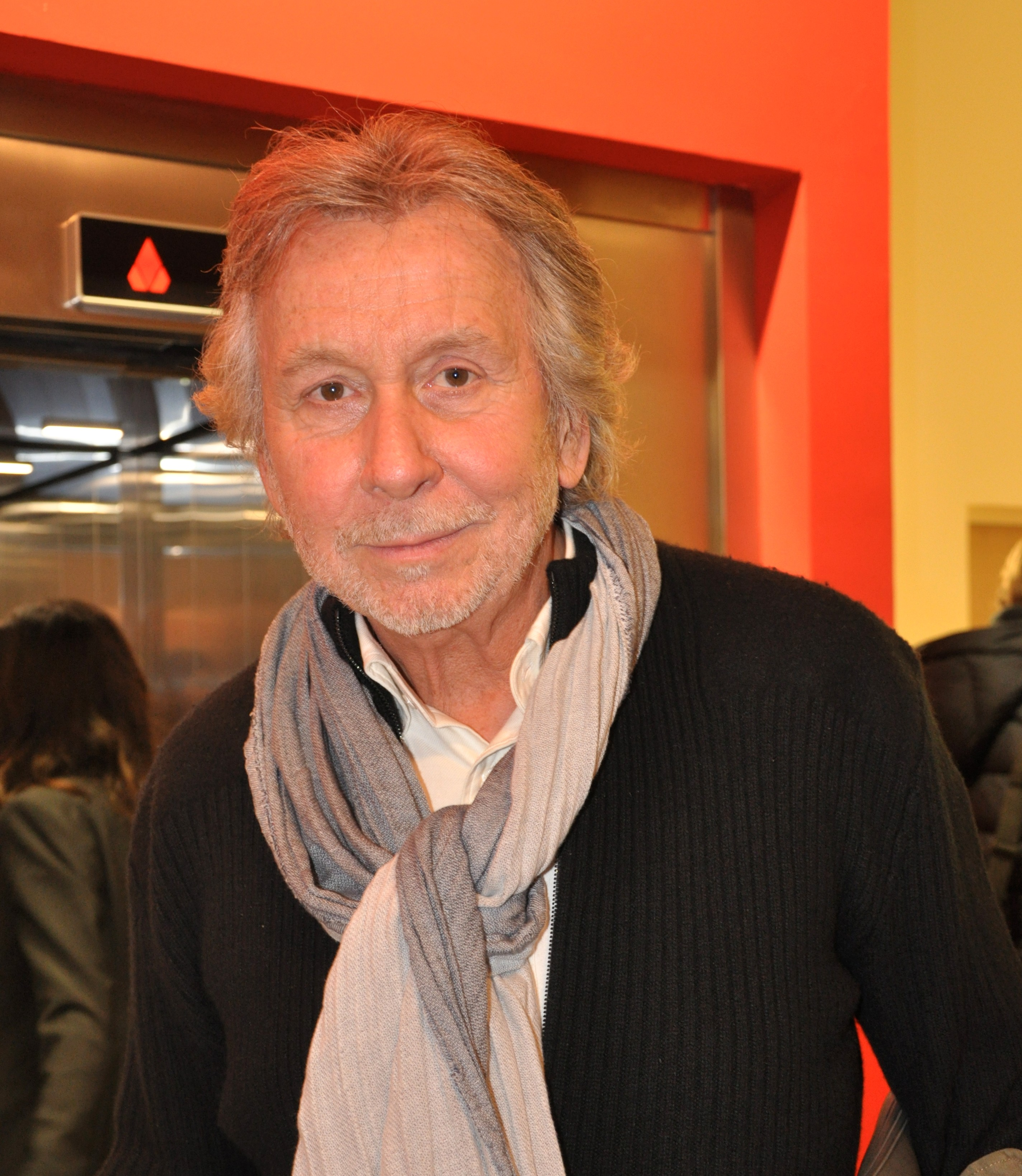
Bernar Venet (* 1941)

- Venet, Nick (1936–1998), US-amerikanischer Musikproduzent und Komponist
- Venetiaan, Ronald (* 1936), surinamischer Staatspräsident von Suriname
- VenetianPrincess (* 1984), US-amerikanische Sängerin und Schauspielerin, YouTube-Persönlichkeit
- Venetidis, Stylianos (* 1976), griechischer Fußballspieler
- Veneto, Bartolomeo, italienisch-venezianischer Maler
- Venetoulias, Loukas (1930–1984), griechischer Maler
- Venetsanou, Nena (* 1955), griechische Sängerin
- Venette, Jean de (* 1307), französischer Dichter und Chronist
- Venetz, Ferdinand (1764–1822), Schweizer Militärführer
- Venetz, Hermann-Josef (1938–2021), schweizerischer römisch-katholischer Priester und Theologe
- Venetz, Ignaz (1788–1859), Schweizer Geologe, Glaziologe und Botaniker
- Venetz, Thomas (I.), Landeshauptmann von Wallis
- Veney, Dominik (* 1987), deutscher Basketballspieler
- Venezi, Beatrice (* 1990), italienische Dirigentin, Pianistin und Komponistin
- Venezia, Francesco (* 1944), italienischer Architekt
- Venezia, Mariolina (* 1961), italienische Schriftstellerin
- Venezia, Michael (* 1935), US-amerikanischer Maler
- Venezia, Shlomo (1923–2012), italienischer Überlebender des Sonderkommandos des KZ Auschwitz-Birkenau
- Veneziani, Jole (1901–1989), italienische Modedesignerin, Pelzdesignerin
- Veneziano, Antonio (1543–1593), italienischer Dichter
- Veneziano, Domenico, italienischer Maler
- Veneziano, Gabriele (* 1942), italienischer Physiker
- Veneziano, Gaetano (1656–1716), italienischer Komponist
- Veneziano, Giovanni (1683–1742), italienischer Komponist
- Veneziano, Paolo, venezianischer Maler des ausgehenden Mittelalters

### Veng
- Vengels, Uwe (* 1960), deutscher Fußballspieler
- Vengerov, Gennadi (1959–2015), deutsch-russischer Schauspieler
- Vengerov, Maxim (* 1974), russisch-israelischer GeigerMaxim Vengerov (* 1974)

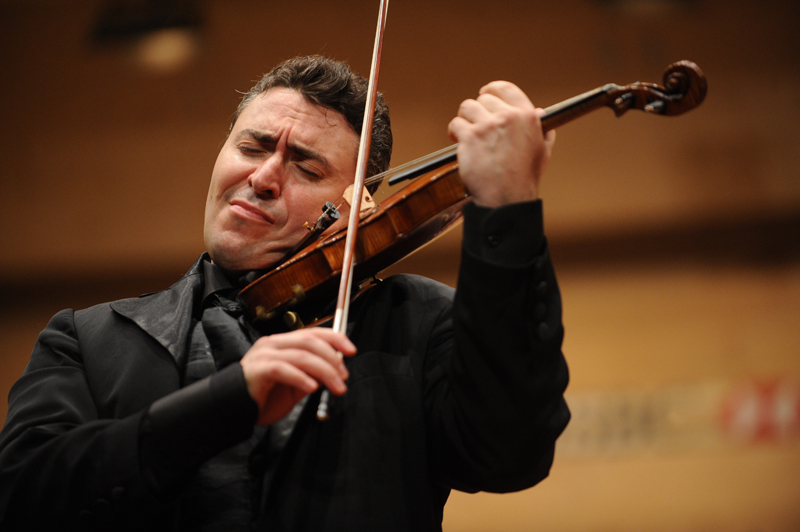
Maxim Vengerov (* 1974)

- Vengerova, Isabelle (1877–1956), russisch-US-amerikanische Pianistin
- Vengerscius, Andreas (1600–1649), polnischer Aktivist der Reformation und protestantischer Prediger
- Vengert, Dominic (* 2006), deutscher Basketballspieler
- Vengert, Georg (* 1972), deutscher Basketballspieler
- Vengloš, Jozef (1936–2021), slowakischer Fußballspieler- und trainer
- Vengos, Thanasis (1927–2011), griechischer Schauspieler und Regisseur

### Venh
- Venhaus, Adam (* 1978), deutscher Schauspieler
- Venhaus, Andrea (* 1967), deutsche Piercerin, Bodymodderin, Referentin und Schauspielerin
- Venhoda, Miroslav (1915–1987), tschechischer Chordirigent

### Veni
- Véniat, Henri (1917–1998), französischer römisch-katholischer Ordensgeistlicher, Bischof von Sarh
- Venidius Rufus, Quintus, römischer Suffektkonsul
- Venier, Andreas (* 1963), österreichischer Rechtswissenschaftler
- Venier, Annibale (* 1951), italienischer Ruderer
- Venier, Antonio († 1400), Doge von Venedig (1382–1383)
- Venier, Francesco (1489–1556), Doge von Venedig (1554–1556)
- Venier, Giacopo Antonio (1422–1479), spanischer Kardinal der Römischen Kirche
- Venier, Girolamo (1707–1779), italienischer Komponist und Prokurator von San Marco
- Venier, Glauco (* 1962), italienischer Jazzmusiker
- Venier, Karl (1812–1876), Pionier der böhmischen Porzellanindustrie und Erfinder eines Porzellanbrennofens mit Gasfeuerung
- Venier, Mara (* 1950), italienische Fernsehmoderatorin und SchauspielerinMara Venier (* 1950)

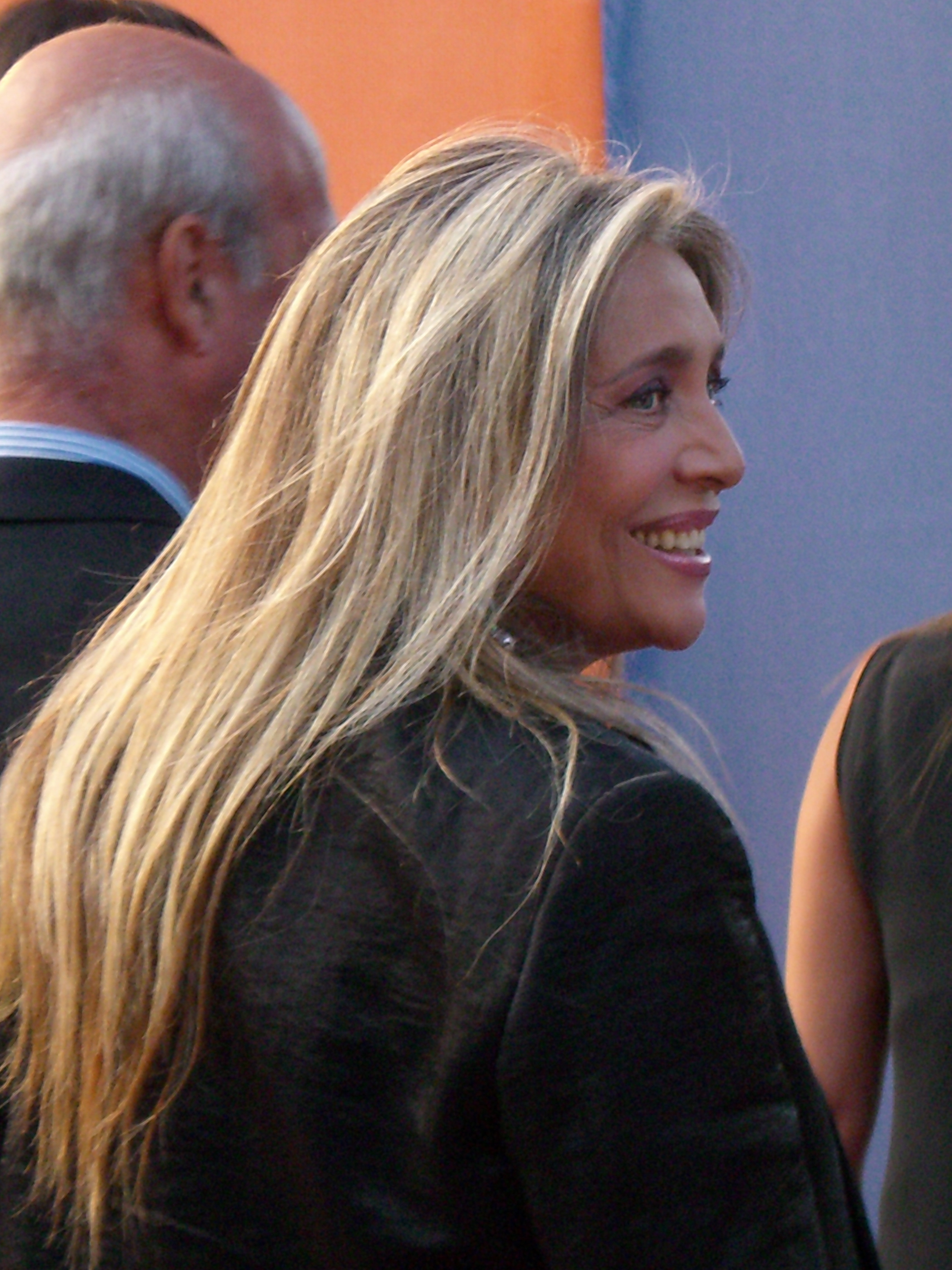
Mara Venier (* 1950)

- Venier, Marie, französische Schauspielerin
- Venier, Mathias (* 1984), österreichischer Politiker (FPÖ), Abgeordneter zum Nationalrat
- Venier, Sebastiano († 1578), Doge von Venedig
- Venier, Simone (* 1984), italienischer Ruderer
- Venier, Stephanie (* 1993), österreichische SkirennläuferinStephanie Venier (* 1993)

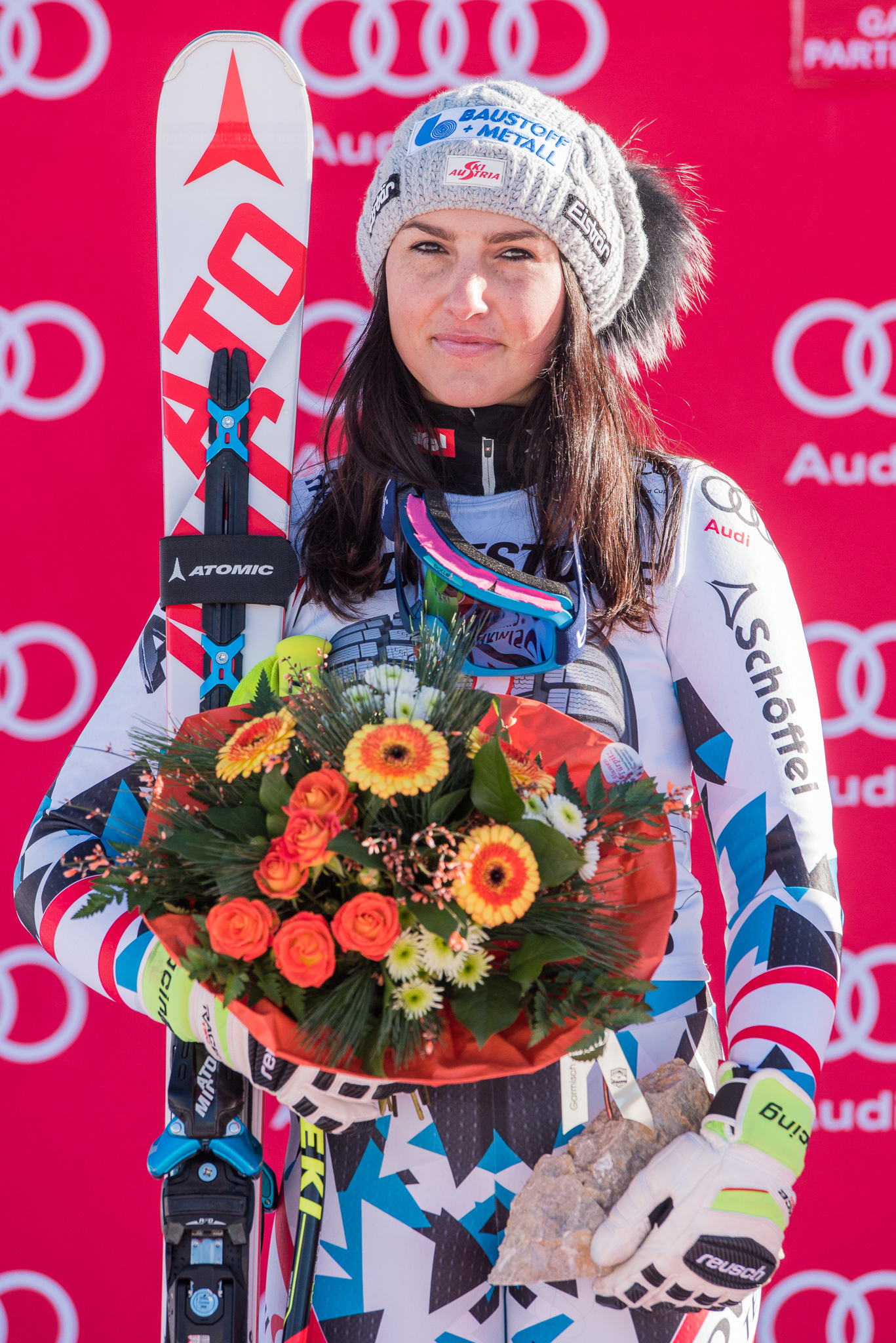
Stephanie Venier (* 1993)

- Vening-Meinesz, Felix Andries (1887–1966), niederländischer Geophysiker und Geodät
- Veninger, Ingrid (* 1970), slowakisch-kanadische Schauspielerin, Regisseurin, Drehbuchautorin und Produzentin
- Venini, Diego (1889–1981), italienischer Geistlicher, römisch-katholischer Kurienerzbischof
- Veniot, Harvey (1915–2009), kanadischer Politiker und Premierminister von Nova Scotia
- Veniot, Peter (1863–1936), kanadischer Politiker, Unterhausmitglied Bundesminister, Premier von New Brunswick
- Venison, Barry (* 1964), englischer Fußballspieler und -trainer
- Veniss, Pedro (* 1983), brasilianischer Springreiter
- Venito, Lenny (* 1969), US-amerikanischer Schauspieler und Synchronsprecher
- Venitucci, Dario (* 1987), italienischer Fußballspieler
- Venitucci, Luca (* 1969), italienischer Multiinstrumentalist
- Venix, Martin (* 1950), niederländischer Radrennfahrer
- Venizelos, Eleftherios (1864–1936), griechischer Politiker
- Venizelos, Evangelos (* 1957), griechischer Politiker
- Venizelos, Sophoklis (1894–1964), griechischer Politiker
- Venizelos, Vassilis (* 1977), Schweizer Politiker (Grüne)

### Venj
- Venjacob, Nico (* 1983), deutsch-italienischer Bühnen- und Filmschauspieler
- Venjakob, Otmar (* 1969), deutscher Mathematiker

### Venk
- Venkatakrishnan, Coimbatore Sundararajan (* 1966), Manager
- Venkataraman, K. (1901–1981), indischer Chemiker
- Venkataraman, R. (1910–2009), indischer Politiker und StaatspräsidentR. Venkataraman (1910–2009)

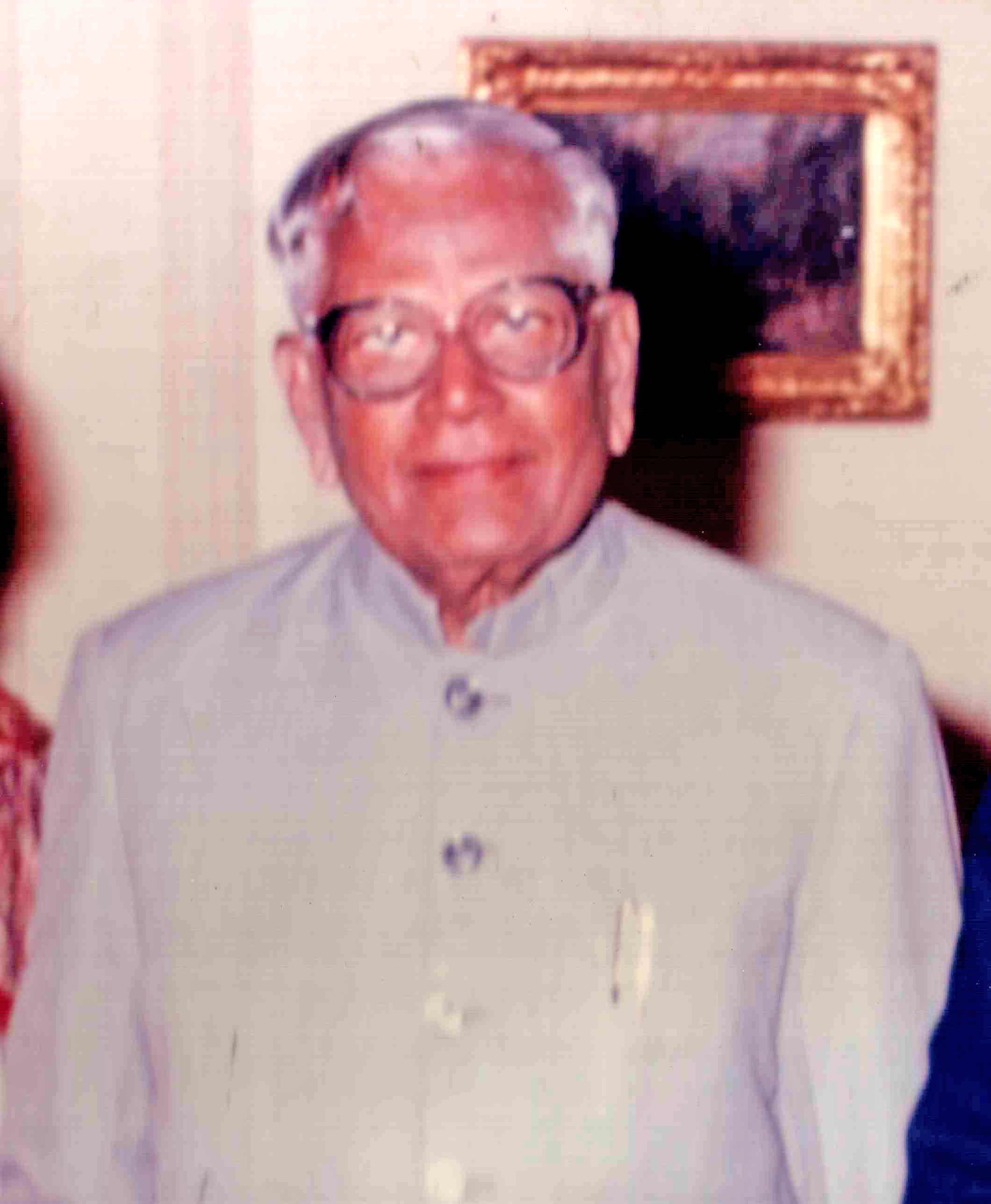
R. Venkataraman (1910–2009)

- Venkataramana, T. N. (* 1958), indischer Mathematiker
- Venkatesan, Aparna, indisch-US-amerikanische Astronomin und Astrophysikerin
- Venkatesan, Subha (* 1999), indische Sprinterin
- Venkatesh, Akshay (* 1981), indisch-australischer Mathematiker
- Venkatesh, Sudhir (* 1966), US-amerikanischer Soziologe
- Venkateswaran, A. P. (1930–2014), indischer Diplomat
- Venkayya, Pingali (1876–1963), indischer Designer, hat die indische Nationalflagge entworfen
- Venker, Thomas (* 1971), deutscher Autor und Musikjournalist

### Venn
- Venn, Albert (1867–1908), US-amerikanischer Lacrossespieler
- Venn, Henry (1724–1797), britischer Priester der Church of England
- Venn, Henry (1796–1873), englischer Theologe und Generalsekretär der Church Missionary Society
- Venn, Hubert vom (* 1953), deutscher KabarettistHubert vom Venn (* 1953)

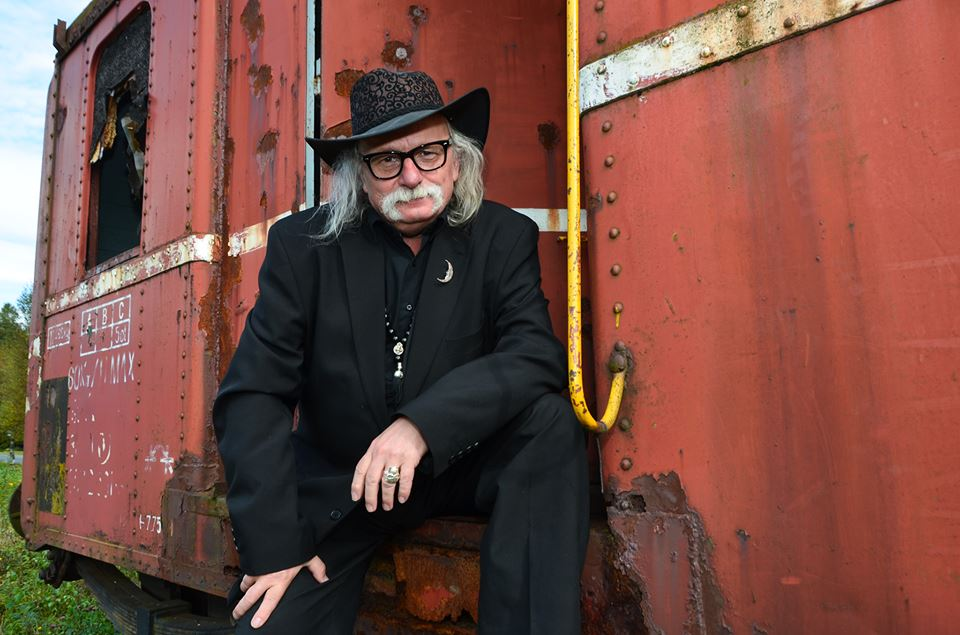
Hubert vom Venn (* 1953)

- Venn, John (1759–1813), englischer Sozialreformer, Philanthrop und Geistlicher der Church of England
- Venn, John (1834–1923), englischer Mathematiker
- Venn, John Archibald (1883–1958), englischer Ökonom, Hochschullehrer und Autor
- Venn, Kristin (* 1994), norwegische Handballspielerin
- Venn, Laurie (* 1953), australischer Radrennfahrer
- Venn, Ronald (* 1980), deutscher Wirtschaftswissenschaftler
- Vennamo, Veikko (1913–1997), finnischer Politiker, Mitglied des Reichstags
- Vennberg, Karl (1910–1995), schwedischer Lyriker, Übersetzer, Journalist, Redakteur und Kritiker
- Venndt, Jacob (* 1977), dänischer Jazzmusiker (Bass, Mundharmonika, Melodika, Komposition)
- Venne, Adolf van der (1828–1911), österreichischer Genre- und Pferdemaler
- Venne, Adriaen Pietersz. van de (1589–1662), niederländischer Maler und Dichter
- Venne, Fritz van der (1873–1936), deutscher Tier-, Landschafts- und Genremaler
- Venne, Richard van der (* 1992), niederländischer Fußballspieler
- Venne, Stéphane (1941–2025), kanadischer Singer-Songwriter, Arrangeur und Plattenproduzent
- Vennebusch, Paulus (* 1968), deutscher Autor
- Vennegerts, Christa (1951–2010), deutsche Politikerin (B’90/Grüne), MdB
- Vennegoor of Hesselink, Jan (* 1978), niederländischer FußballspielerJan Vennegoor of Hesselink (* 1978)

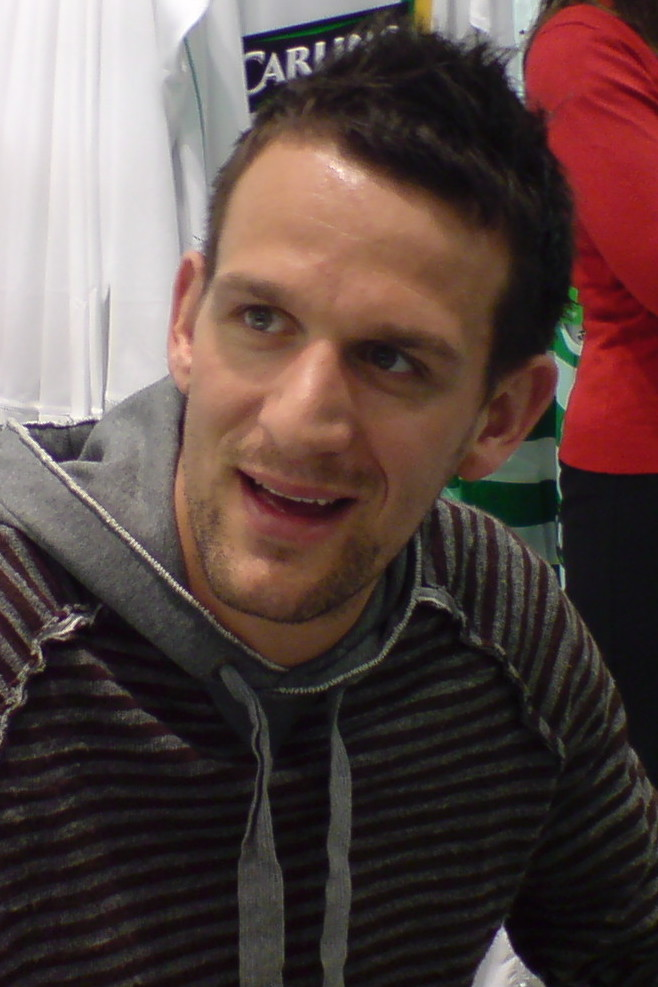
Jan Vennegoor of Hesselink (* 1978)

- Vennegoor of Hesselink, Lucas (* 2006), niederländischer Fußballspieler
- Vennekamp, Doreen (* 1995), deutsche Sportschützin
- Vennekamp, Johannes (* 1935), deutscher Grafiker und Maler
- Vennell, Jeremy (* 1980), neuseeländischer Radrennfahrer
- Vennemann, Kevin (* 1977), deutscher Schriftsteller
- Vennemann, Theo (* 1937), deutscher Sprachwissenschaftler
- Vennemeyer, Peter (* 1959), deutscher Kommunalpolitiker (SPD) und Bürgermeister
- Venner, Dominique (1935–2013), französischer Historiker und Schriftsteller
- Venner, Gordon E. (* 1958), kanadischer Diplomat
- Venner, Thomas († 1661), englischer Küfer und Rebell
- Vennerød, Petter (1948–2021), norwegischer Drehbuchautor, Filmregisseur und Produzent
- Vennesland, Birgit (1913–2001), norwegisch-US-amerikanische Biochemikerin
- Vennigerholz, Gustav Julius (1820–1901), deutscher Gymnasiallehrer, Landes- und Regionalhistoriker
- Vennik, Dick (1940–2022), niederländischer Jazzmusiker (Saxophon)
- Venning, Walter (1882–1964), britischer General
- Venningen, Carl Philipp von (1728–1797), Regierungspräsident und Oberamtmann
- Venningen, Christoph von († 1545), Obervogt von Vaihingen, Gesandter des Schmalkaldischen Bundes
- Venningen, Eberhard Friedrich von (1642–1710), deutscher Adliger, Generalleutnant der Kurpfalz
- Venningen, Erasmus von († 1589), Reichsritter und Amtmann
- Venningen, Friedrich Anton von (1765–1832), Oberamtmann in Kreuznach, Intendant in Mannheim
- Venningen, Johann von († 1425), Reichsritter, Vogt in Heidelberg
- Venningen, Johann von († 1432), Reichsritter, Hofmeister in Heidelberg
- Venningen, Johann von († 1444), Reichsritter und Vitztum
- Venningen, Jost von († 1455), Reichsritter, Deutschmeister
- Venningen, Margaretha von († 1505), Adelige, Zisterzienserin, Äbtissin im Kloster Rosenthal (Pfalz)
- Venningen, Ottheinrich von († 1611), deutscher Adliger, Angehöriger der Familie von Venningen
- Venningen, Siegfried III. von († 1459), Bischof von Speyer
- Venningen, Siegfried von († 1393), Reichsritter, Deutschmeister
- Venningen, Stephan von († 1530), Ortsherr in Grombach, das er 1498 erwarb
- Venningen-Ullner von Diepurg, Karl von (1866–1914), deutscher Großgrundbesitzer, Sportfunktionär und preußischer Kavallerieoffizier
- Venno, Oliver (* 1990), estnischer Volleyball- und Beachvolleyballspieler
- Vennola, Juho (1872–1938), finnischer Volkswirtschaftler, Politiker, Mitglied des Reichstags und Ministerpräsident
- Vennonius Avitus, Titus, römischer Offizier (Kaiserzeit)

### Veno
- Venohr, Albert (1902–1979), deutscher Schauspieler
- Venohr, Bernd (* 1959), deutscher Unternehmensberater und Hochschullehrer
- Venohr, Wolfgang (1925–2005), deutscher Journalist und Schriftsteller
- Venonsky, Julian (* 1993), US-amerikanischer Ruderer
- Venora, Diane (* 1952), US-amerikanische Schauspielerin

### Venr
- Venrath, Lisa (* 2000), deutsche Fußballspielerin

### Vens
- Vensas, Rimantas (* 1961), litauischer Politiker
- Venske, Emil (1847–1915), deutscher Landrat
- Venske, Henning (* 1939), deutscher Schauspieler, Kabarettist, Moderator und SchriftstellerHenning Venske (* 1939)

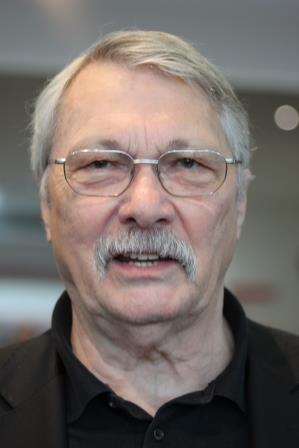
Henning Venske (* 1939)

- Venske, Herbert (1908–2001), deutscher evangelisch-lutherischer Theologe und Schriftsteller
- Venske, Oswald (1867–1939), deutscher Mathematiker und Observator am Meteorologisch-Magnetischen Observatorium in Potsdam
- Venske, Regula (* 1955), deutsche Schriftstellerin
- Venson-Moitoi, Pelonomi (* 1951), botswanische Politikerin (Botswana Democratic Party) und Journalistin

### Vent
- Vent, Carl († 1912), deutscher Architekt
- Vent, Christoph Gottlob (1752–1822), deutscher Ingenieuroffizier
- Vent, Eva (* 1933), deutsche Malerin und Grafikerin
- Vent, Hans (1934–2018), deutscher Maler und Grafiker
- Vent, Hans Lorenz Andreas (1785–1879), deutscher evangelischer Theologe
- Vent, Johann Karl Christian (1802–1880), deutscher Beamter
- Vent, Karl (1842–1887), deutscher Architekt bzw. Bauinspektor
- Vent, Klaus-Michael (* 1957), deutscher Schriftsteller und Sachbuchautor
- Vent, Rudolf (1880–1948), deutscher Landschaftsmaler
- Venta, Javi (* 1975), spanischer Fußballspieler
- Ventadour, Charles de († 1486), Graf von Ventadour, Connétable von Frankreich
- Ventadour, Marie de, Adlige und Trobairitz aus dem Limousin
- Ventaja Milán, Diego (1880–1936), spanischer römisch-katholischer Bischof des Bistums Almería
- Ventaja, Joseph (1930–2003), französischer Boxer
- Vente, Dylan (* 1999), niederländischer Fußballspieler
- Vente, Leen (1911–1989), niederländischer Fußballspieler
- Vente, Maarten Albert (1915–1989), niederländischer Musikwissenschaftler und Orgelkundler
- Vente, Marshall, US-amerikanischer Jazzmusiker
- Venten, Bodo (* 1964), deutscher Rundfunkmoderator, Journalist und Sprecher
- Venten, Marc (* 1978), deutscher Kommunalpolitiker, Bürgermeister von Korschenbroich
- Ventenat, Étienne Pierre (1757–1808), französischer Botaniker
- Venter, Andre-Hugo (* 2001), südafrikanischer Rugby-Spieler
- Venter, Craig (* 1946), US-amerikanischer Biochemiker und Unternehmer
- Venter, Dora (* 1976), ungarische PornodarstellerinDora Venter (* 1976)

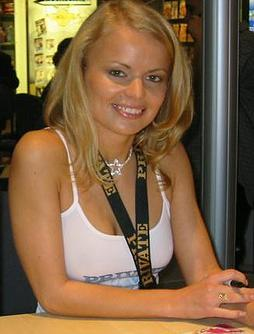
Dora Venter (* 1976)

- Venter, Eben (* 1954), südafrikanischer Schriftsteller
- Venter, Jacobus (* 1987), südafrikanischer Radrennfahrer
- Venter, Mariska (* 1996), südafrikanische Rollstuhltennisspielerin
- Venter, Orla (* 1976), namibische Hochspringerin
- Venter, Reinhard (* 2001), südafrikanischer Eishockeyspieler
- Venth, Aloys Hubert Michael (1809–1868), Aachener Historien-, Porträt- und Landschaftsmaler
- Venth, Carl (1860–1938), US-amerikanischer Violinist, Komponist und Dirigent
- Venth, Gustav Angelo (1848–1903), deutscher Bildhauer
- Ventham, Wanda (* 1935), britische Schauspielerin
- Ventidius Bassus, Publius, römischer Senator und Feldherr
- Ventidius Cumanus, Präfekt von Judäa
- Ventimiglia, Giovanni (* 1964), italienischer katholischer Philosoph
- Ventimiglia, John (* 1963), US-amerikanischer Schauspieler
- Ventimiglia, Milo (* 1977), US-amerikanischer SchauspielerMilo Ventimiglia (* 1977)

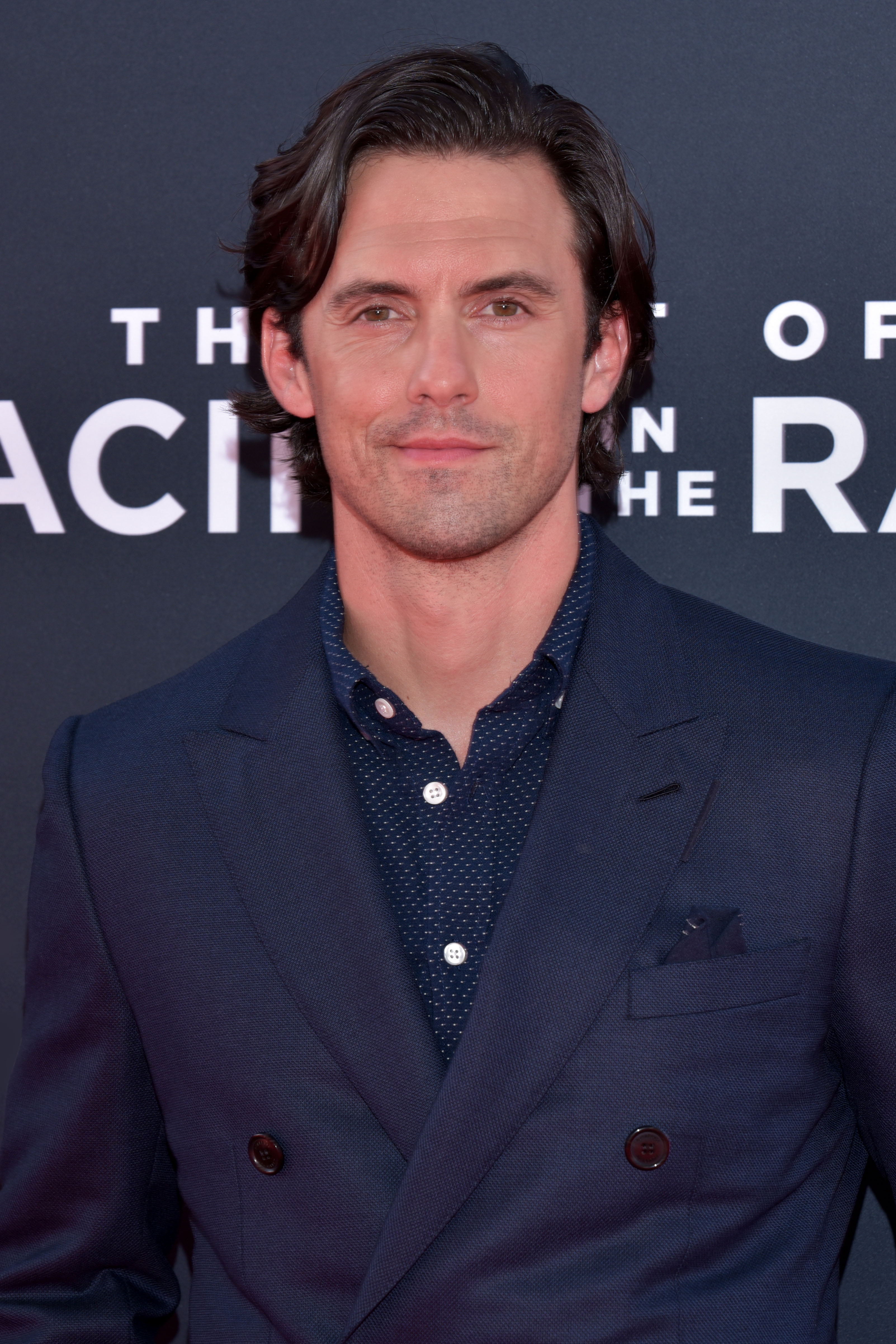
Milo Ventimiglia (* 1977)

- Vento, Bruce (1940–2000), amerikanischer Politiker
- Vento, Ivo de († 1575), franko-flämischer Komponist und Kapellmeister der Renaissance
- Vento-Kabchi, María (* 1974), venezolanische Tennisspielerin
- Ventola, Nicola (* 1978), italienischer Fußballspieler
- Ventolrà, Martí (1906–1977), spanischer Fußballspieler
- Ventoso, Francisco José (* 1982), spanischer Radrennfahrer
- Ventoura, Zoe (* 1981), australische Schauspielerin
- Ventre, Graziano (* 1954), italienischer Amateurastronom und Asteroidenentdecker
- Ventre, Marco (* 1975), österreichischer Radiomoderator und SchlagersängerMarco Ventre (* 1975)

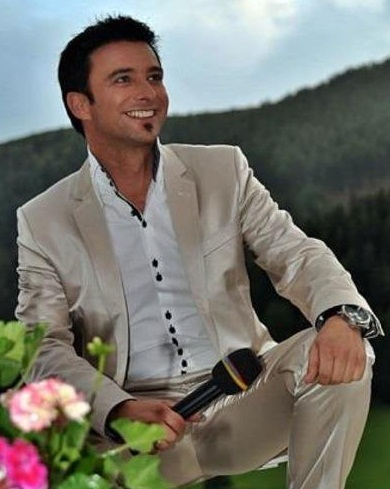
Marco Ventre (* 1975)

- Ventrella, Almerigo (* 1864), Politiker und Anwalt
- Ventresca, Vincent (* 1965), US-amerikanischer Schauspieler
- Ventriglia, Franco (1922–2012), US-amerikanischer Opernsänger (Bass)
- Ventris, Christopher (* 1960), britischer Opernsänger (Heldentenor)
- Ventris, Michael (1922–1956), britischer Sprachwissenschaftler
- Ventrone, Ross (* 1986), US-amerikanischer Footballspieler
- Ventula, Damien, französischer Cellist
- Ventur, Henry (* 1965), deutscher Musikpädagoge und Dirigent
- Ventura i Casas, Josep Maria (1817–1875), katalanischer Musiker und Komponist
- Ventura Rodrigues, Marlon (* 1986), brasilianischer Fußballspieler
- Ventura, Alba (* 1978), katalanische Pianistin und Musikpädagogin
- Ventura, Alessia (* 1980), italienische Fernsehmoderatorin, Model, Schauspielerin und Fernsehpersönlichkeit
- Ventura, André (* 1983), portugiesischer Hochschullehrer und Politiker
- Ventura, Angelo (1930–2016), italienischer Historiker
- Ventura, Carlos Eduardo (* 1974), brasilianischer Fußballspieler
- Ventura, Charlie (1916–1992), US-amerikanischer Jazzmusiker (Tenorsaxophon)
- Ventura, Elys (* 2001), neuseeländische Tennisspielerin
- Ventura, Fabrizio (* 1958), italienischer Dirigent
- Ventura, František (1894–1969), tschechoslowakischer Springreiter
- Ventura, Gian Piero (* 1948), italienischer Fußballspieler und -trainer
- Ventura, Hugo (* 1988), portugiesischer Fußballspieler
- Ventura, Jair (* 1979), brasilianischer Fußballspieler
- Ventura, Jesse (* 1951), US-amerikanischer Wrestler und Gouverneur von MinnesotaJesse Ventura (* 1951)

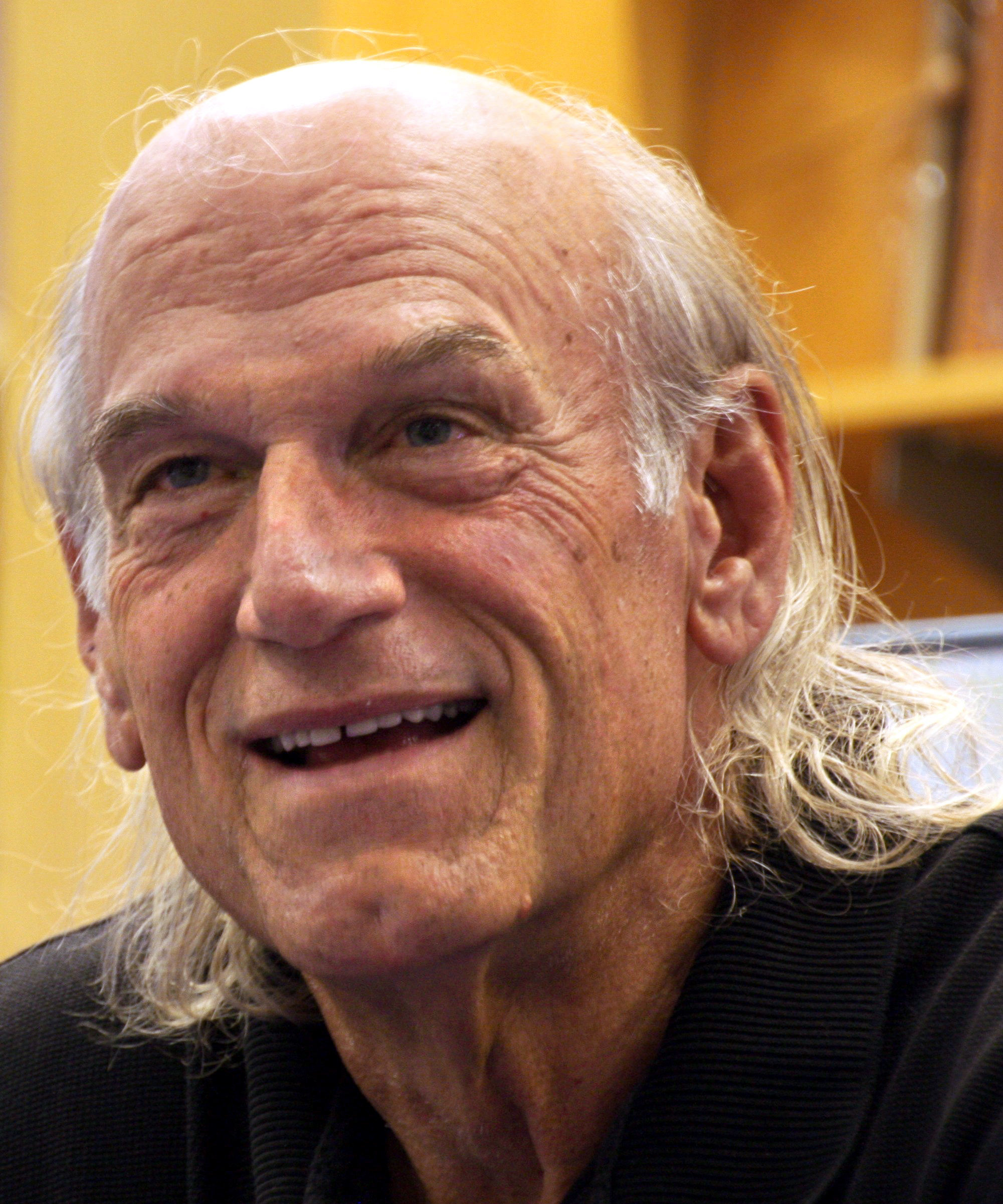
Jesse Ventura (* 1951)

- Ventura, Johnny (1940–2021), dominikanischer Sänger, Komponist, Anwalt und Politiker
- Ventura, Juelz (* 1987), US-amerikanische Pornodarstellerin
- Ventura, Lino (1919–1987), französischer SchauspielerLino Ventura (1919–1987)

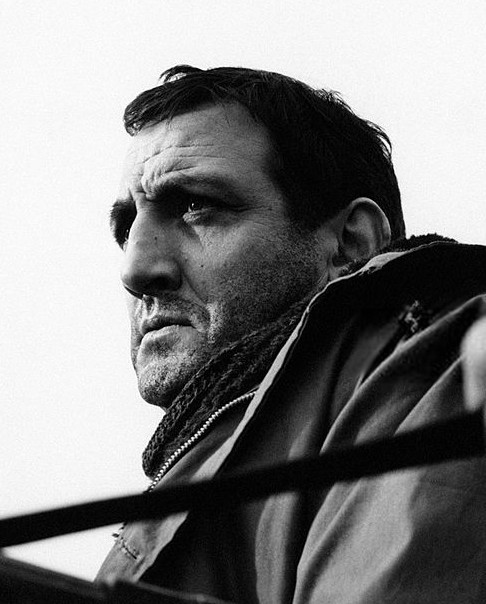
Lino Ventura (1919–1987)

- Ventura, Luigi (* 1944), italienischer Geistlicher, emeritierter römisch-katholischer Erzbischof und Diplomat des Heiligen Stuhls
- Ventura, Paolo (* 1996), italienischer Skilangläufer
- Ventura, Pere (1959–2014), spanischer Schauspieler
- Ventura, Ray (1908–1979), französischer Orchesterchef und Musikherausgeber
- Ventura, Roberto (1957–2002), brasilianischer Literaturwissenschaftler
- Ventura, Ronald (* 1973), philippinischer Künstler
- Ventura, Santiago (* 1980), spanischer Tennisspieler
- Ventura, Simona (* 1965), italienische Fernsehmoderatorin
- Venture, Bruce (* 1985), US-amerikanischer Pornodarsteller
- Venture, Richard (1923–2017), US-amerikanischer Schauspieler
- Venturella, Alex (* 1984), britischer Heavy-Metal-Musiker und Gitarrentechniker
- Venturelli, Aldo (* 1948), italienischer Literaturwissenschaftler
- Venturelli, Federica (* 2005), italienische Radsportlerin
- Venturelli, Romeo (1938–2011), italienischer Radrennfahrer
- Venturi del Nibbio, Stefano, italienischer Komponist
- Venturi, Dominique (1923–2008), korsischer Mafia-Pate
- Venturi, Emilie (1821–1893), britische Aktivistin, Schriftstellerin und Porträtmalerin
- Venturi, Franco (1914–1994), italienischer Historiker, Essayist und Journalist
- Venturi, Giovanni Battista (1746–1822), italienischer Physiker und ErfinderGiovanni Battista Venturi (1746–1822)

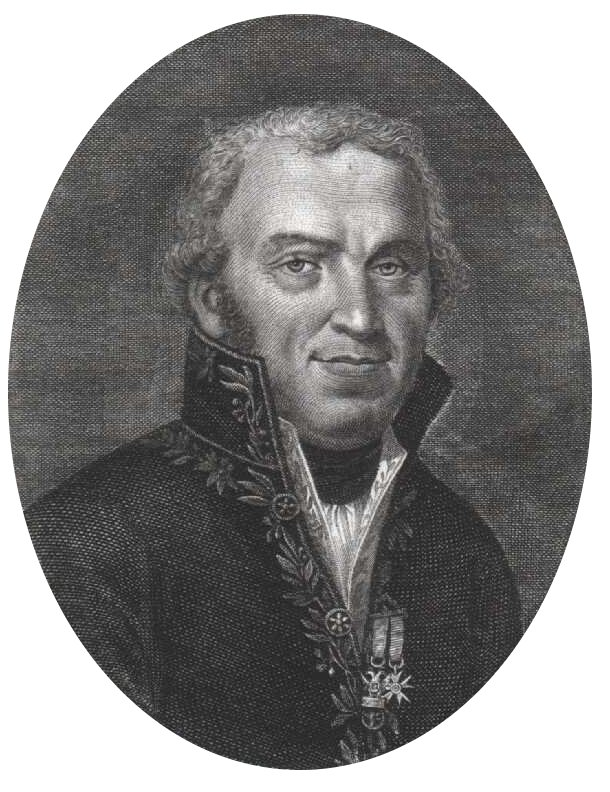
Giovanni Battista Venturi (1746–1822)

- Venturi, Ken (1931–2013), US-amerikanischer Golfer und Golf-Moderator
- Venturi, Lionello (1885–1961), italienischer Kunsthistoriker
- Venturi, Luis Antonio Bittar, brasilianischer physischer Geograph
- Venturi, Mirko (* 1981), italienischer Autorennfahrer
- Venturi, Pietro Tacchi (1861–1956), italienischer Jesuit, Priester und Historiker
- Venturi, Remo (* 1927), italienischer Motorrad-Rennfahrer
- Venturi, Riccardo (* 1966), italienischer Pressefotograf
- Venturi, Robert (1925–2018), US-amerikanischer Architekt
- Venturi, Venturino (1918–2002), italienischer Künstler
- Venturini, Aurora (1922–2015), argentinische Schriftstellerin, Dichterin, Essayistin, Übersetzerin und Hochschullehrerin
- Venturini, Bruno (1911–1991), italienischer Fußballtorwart
- Venturini, Clément (* 1993), französischer Radrennfahrer
- Venturini, Fernanda (* 1970), brasilianische Volleyballspielerin
- Venturini, Francesco († 1745), Violinist und Komponist
- Venturini, Gian Carlo (* 1962), san-marinesischer Politiker, Staatsoberhaupt von San Marino
- Venturini, Giorgio (1908–1984), italienischer Filmproduzent und -regisseur
- Venturini, Giovanni (* 1991), italienischer Automobilrennfahrer
- Venturini, Guido (* 1957), italienischer Architekt und Designer
- Venturini, Jean (1919–1940), französischer Seemann und Dichter des Surrealismus
- Venturini, Karl (1768–1849), deutscher Theologe und Schriftsteller
- Venturini, Marco (* 1960), italienischer Sportschütze
- Venturini, Mark (1961–1996), US-amerikanischer Schauspieler
- Venturini, Roberto (* 1960), san-marinesischer Politiker
- Venturini, Serge (* 1955), französischer DichterSerge Venturini (* 1955)

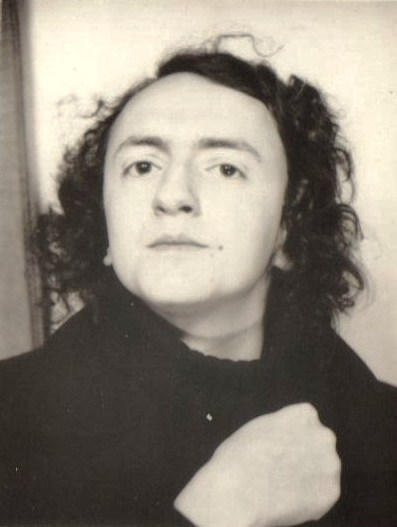
Serge Venturini (* 1955)

- Venturini, Tisha (* 1973), US-amerikanische Fußballspielerin
- Venturoli, Angelo (1749–1821), italienischer Architekt
- Venturoni, Guido (* 1934), italienischer Offizier, Generalstabschef der italienischen Streitkräfte (1994–1999)
- Venturoni, Roberto (1945–2011), italienischer Maler
- Věntus, Josef (1931–2001), tschechoslowakischer Ruderer
- Ventzke, Karl (1933–2005), deutscher Prokurist und Musikinstrumentenkundler
- Ventzke, Marcus (* 1970), deutscher Historiker, Geschichtstheoretiker und Geschichtsdidaktiker
- Ventzki, August (1856–1922), deutscher Ingenieur, Erfinder und Unternehmer
- Ventzki, Werner (1906–2004), deutscher Politiker (NSDAP) und Regierungsbeamter

### Venu
- Venugopal, Varijashree (* 1991), indische Sängerin und Flötistin zwischen Jazz und karnatischer Musik
- Venuleius Apronianus Octavius Priscus, Lucius, römischer Konsul 168
- Venuleius Montanus Apronianus Octavius Priscus, Lucius, römischer Konsul 123
- Venuleius Saturninus, Claudius, römischer Jurist
- Venus, Brenda (* 1947), US-amerikanische SchauspielerinBrenda Venus (* 1947)

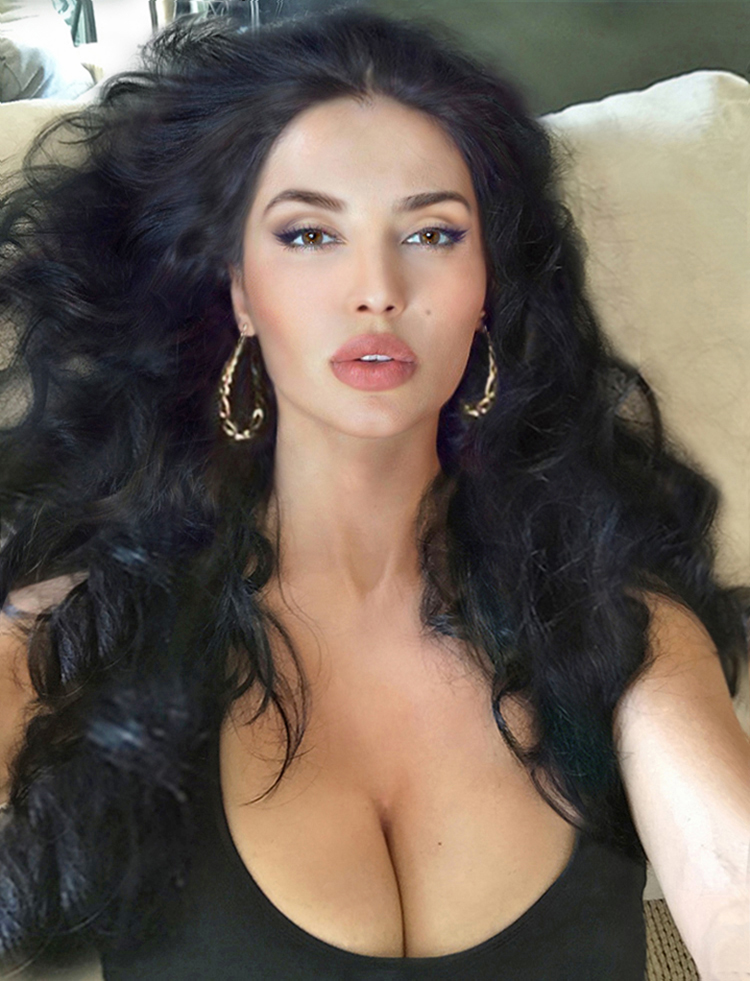
Brenda Venus (* 1947)

- Venus, Ernst (1880–1971), deutscher Jurist
- Venus, Franz Albert (1842–1871), deutscher Maler, Zeichner und Radierer
- Venus, Frieder (* 1950), deutscher Schauspieler und Theaterregisseur
- Venus, Leopold (1843–1886), deutscher Maler und Illustrator
- Venus, Michael (* 1987), neuseeländischer Tennisspieler
- Venus, Richard Ludwig (1835–1873), deutscher Jurist und Politiker
- Venus, Ross (* 1994), britischer Eishockeyspieler
- Venusi, Benedikt (1751–1823), Zisterzienser, Musiker und Komponist
- Venusti, Antonio Maria (1529–1585), italienischer Mediziner
- Venusti, Marcello († 1579), italienischer Maler des Manierismus
- Venuti, Filippo (1531–1587), italienischer Übersetzer, Latinist, Italianist und Lexikograf
- Venuti, Joe († 1978), US-amerikanischer Jazzmusiker und Violinist
- Venuti, Lawrence (* 1953), US-amerikanischer Anglist, Translationswissenschaftler und Übersetzer mit italienischen Wurzeln
- Venuti, Maria (* 1953), US-amerikanische Opernsängerin (Sopran)
- Venuti, Ridolfino (1705–1763), italienischer Antiquar, Archäologe, Numismatiker und Kunsthistoriker
- Venutius, König des britischen Volkes der Briganten und der Gatte der Cartimandua
- Venuto, Joe (1929–2019), US-amerikanischer Jazz- und Studiomusiker (Marimba, Pwerkussion)
- Venuto, Johann (1746–1833), böhmischer Vedutenmaler, Aquarellist und Kartograph
- Venuto, Lucas (* 1995), brasilianischer Fußballspieler

### Veny
- Venyercsán, Bence (* 1996), ungarischer Leichtathlet

### Venz
- Venzac, Géraud (1901–1981), französischer Priester, Mönch, Romanist, Literaturwissenschaftler und Lexikograf
- Venzago, Alberto (* 1950), Schweizer Fotograf, Fotojournalist und Filmemacher
- Venzago, Mario (* 1948), Schweizer Pianist und Dirigent
- Venzi, Vitale (1903–1944), italienischer Skisportler
- Venzke, Andreas (* 1961), deutscher Schriftsteller
- Venzke, Gene (1908–1992), US-amerikanischer Mittelstreckenläufer
- Venzke, Jörg-Friedhelm (* 1952), deutscher Geograph, Professor für Physische Geographie
- Venzke, Patrick (1975–2024), deutscher American-Football-Spieler
- Venzky, Georg (1704–1757), Theologe, Schriftsteller, Übersetzer und Rektor
- Venzky, Gert B. (* 1940), deutscher Filmarchitekt, Bühnen- und Szenenbildner
- Venzlaff, Ulrich (1921–2013), deutscher Psychiater
- Venzmer, Erich (1893–1975), deutscher Landschaftsmaler, Lehrer und Kunsthistoriker
- Venzmer, Gerhard (1893–1986), deutscher Mediziner und Schriftsteller